# Frontera entre Noruega y Suecia
La frontera entre Noruega y Suecia (en noruego: Svenskegrensa, en sueco: Norska gränsen) es una frontera nacional de 1630 kilómetros, y es la frontera más larga tanto para Noruega como para Suecia.

## Historia

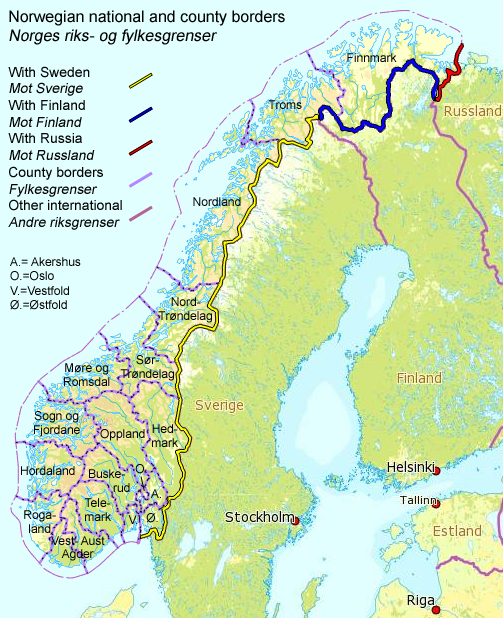
Fronteras nacionales de Noruega:
Suecia
Finlandia
Rusia

La frontera se cambió varias veces debido a las guerras. Antes de 1645, Jämtland, Härjedalen, la parroquia Idre/Särna y Bohuslän pertenecían a Noruega. Los cambios fronterizos se definieron en los tratados de Brömsebro (1645), de Roskilde (1658) y de Copenhague (1660).
En 1751 se firmó un tratado en Strömstad, que define la frontera con base en las investigaciones de campo y las negociaciones realizadas en 1738 y 1751. La frontera se basaba en el conocimiento entre la población local, principalmente a qué granja pertenecía a qué parroquia y qué parroquia a qué diócesis. En las montañas despobladas, la frontera seguía principalmente la división de las aguas. Hubo desacuerdos sobre las parroquias de Särna, Idre, Lierne, Kautokeino y Karasjok, que tuvieron que resolverse mediante el dar y recibir. Sobre esta base, en 1752-1765 se erigieron mojones fronterizos entre Noruega y Suecia, incluida Finlandia, que en su mayoría permanecen en la actualidad.
Después del tratado de Kiel y la convención de Moss (1814), se estableció la Unión entre Suecia y Noruega, y la frontera entre ambos se convirtió en una frontera entre dos socios. En las negociaciones en Karlstad que condujeron a la disolución de la unión en 1905, Noruega se vio obligada a derribar varias fortalezas a lo largo de la frontera.
Durante la Segunda Guerra Mundial, cuando Noruega estaba ocupada por Alemania y Suecia era neutral, muchos noruegos se convirtieron en refugiados y fueron transportados o huyeron por la frontera. La regulación de los inmigrantes noruegos fue estricta entre 1940 y 1941; varios aspirantes a refugiados fueron rechazados.

## Geografía
En Dalarna y al norte, la frontera generalmente sigue la línea de drenaje en las montañas escandinavas entre los ríos que fluyen hacia el mar de Noruega o Skagerak y los ríos que fluyen hacia el mar Báltico. Las excepciones a esto son Rogen y Lierne que no están ubicadas en el mismo lado que la línea de drenaje. Al sur de Dalarna, la frontera sigue en parte las divisiones locales de drenaje, pero también a través de lagos y ríos. Algunos hitos fronterizos se colocaron en pequeñas islas lacustres para que se dividieran por la frontera.
En Noruega, la frontera se encuentra a lo largo de las provincias, de sur a norte, de Østfold, Akershus, Hedmark, Sør-Trøndelag, Nord-Trøndelag, Nordland y Troms. En Suecia, la frontera se encuentra a lo largo de las provincias, de sur a norte, de Västra Götaland, Värmland, Dalarna, Jämtland, Västerbotten y Norrbotten. El punto fronterizo más al norte es Treriksröset (en sueco) o Treriksrøysa (en noruego), que también es una frontera con Finlandia.
Hay una zona definida (frontera vista) a lo largo de la frontera donde hay bosques.

## Control

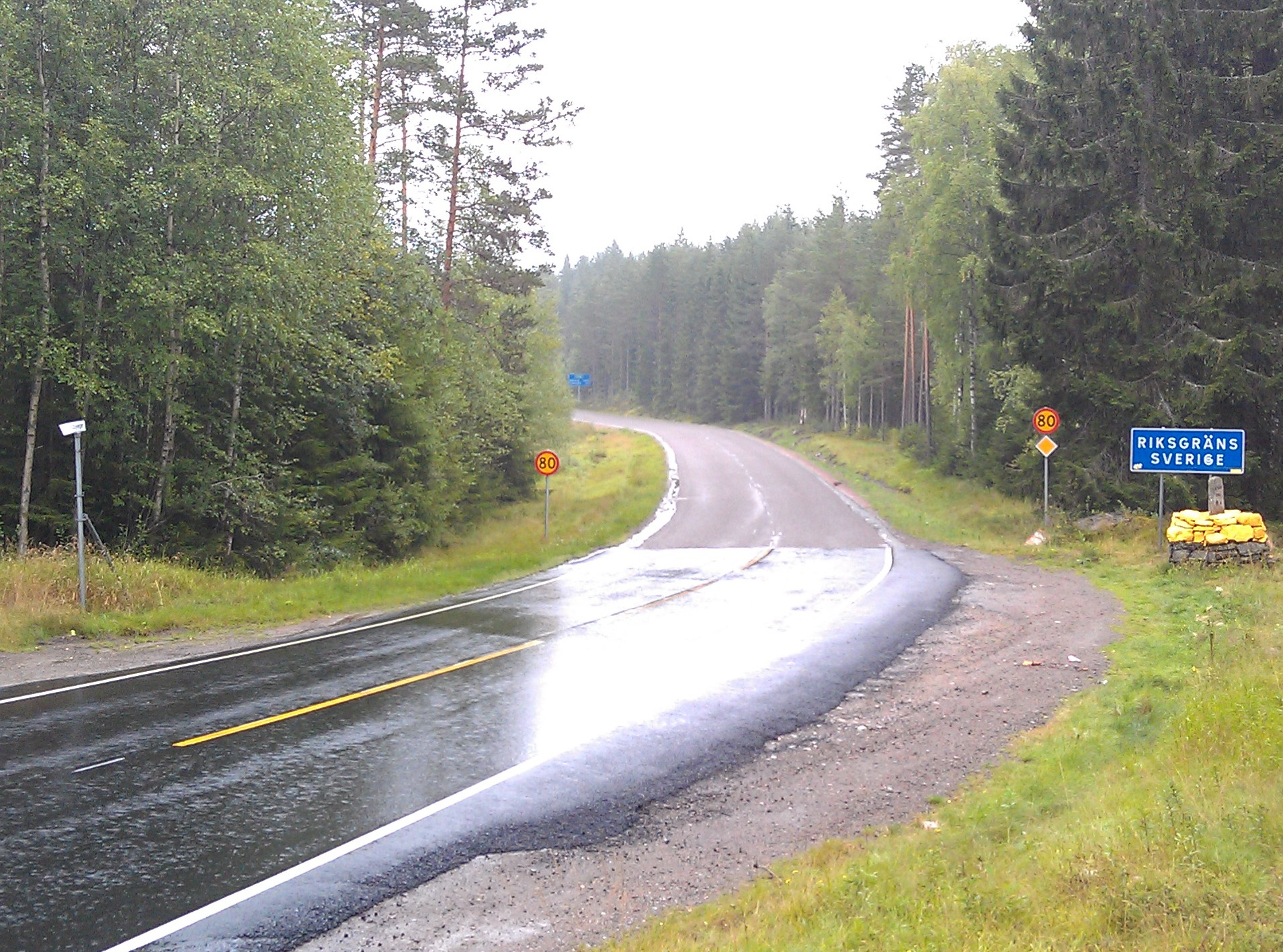
Carretera E16 cruzando la frontera.

Ambos países son miembros del espacio Schengen y, por lo tanto, no hay controles de inmigración. Sin embargo, solo Suecia es parte de la Unión Europea (y, de manera crucial, de la Unión Aduanera) y hay controles aduaneros entre los dos países. Estos controles los realizan las autoridades aduaneras y de impuestos especiales de Noruega y el Servicio de Aduanas de Suecia. Estos controles son esporádicos a lo largo de la frontera entre Noruega y Suecia. Los coches no suelen ser obligados a parar. Para combatir el contrabando de drogas, el uso de la vigilancia por CCTV se ha incrementado recientemente, con los sistemas que utilizan reconocimiento automático de matrículas implementaron en 2016 y 2017.
Tanto Noruega como Suecia hacen hincapié en los controles contra otros países. Para los vuelos y transbordadores entre los dos países, no hay controles de pasaportes formales en los aeropuertos y puertos de ferry, pero se necesitan documentos de identidad para abordar.
Antes de 2001, los países no formaban parte del área de Schengen, pero incluso entonces no se verificaba el pasaporte, ya que ambos formaban parte de la Unión Nórdica de Pasaportes, que se incorporó al área Schengen. Los pasajeros fueron conducidos al control de pasaportes en los aeropuertos internacionales, pero podían pasar simplemente mostrando el boleto y/o hablando escandinavo. Había más estaciones de aduanas en la carretera entonces, algunas han sido cerradas por razones de costo.

## Cruces de carretera
Hay estaciones de control de aduanas en los siguientes lugares (de norte a sur):
| Björnfjell                               | N   | E10 | E10 |
| Junkerdal                                | N   | 95  | 77  |
| Tärnaby                                  | S   | E12 | E12 |
| Storlien                                 | S   | E14 | E14 |
| Vauldalen                                | N   | 84  | 31  |
| Østby                                    | N   | 66  | 25  |
| Åsnes                                    | N   |     | 206 |
| Eda                                      | S   | 61  | 2   |
| Ørje/Hån                                 | N+S | E18 | E18 |
| Svinesund                                | N+S | E6  | E6  |
| N=Noruega, S=Suecia, N+S en ambos países |     |     |     |

Para la mayoría de los cruces fronterizos hay una oficina de aduana en un lado de la frontera, pero para algunos en ambos lados, una para cada dirección. Un tratado otorga a los funcionarios de aduanas de un país el derecho a realizar el despacho y los controles de ambos países.
Hay alrededor de 30 carreteras más que cruzan la frontera, sin estación de aduanas (sobre todo la E16), pero no se les permite usar si tienen productos que necesitan declaración. Se puede permitir que los camiones pesados los utilicen por declaración previa. Son vigilados por video y controles temporales.

## Cruces fronterizos ferroviarios
Hay cuatro cruces ferroviarios. Los cuatro sirven tanto para pasajeros como para trenes de carga. Todas las estaciones fronterizas, excepto la estación Kornsjø, se encuentran en Suecia.
| Estación de frontera | Línea noruega | Línea sueca    |
| -------------------- | ------------- | -------------- |
| Riksgränsen          | Ofoten Línea  | Malmbanan      |
| Storlien             | Meråker       | Línea central  |
| Charlottenberg       | Kongsvinger   | Värmland       |
| Kornsjø              | Østfold       | Noruega/Vänern |

Noruega tiene tráfico en sentido derecho y Suecia tiene tráfico en sentido izquierdo en vías férreas dobles. Los cuatro cruces son de vía única, por lo que la diferencia no es un problema.

## Riksrøysa/Riksrösen

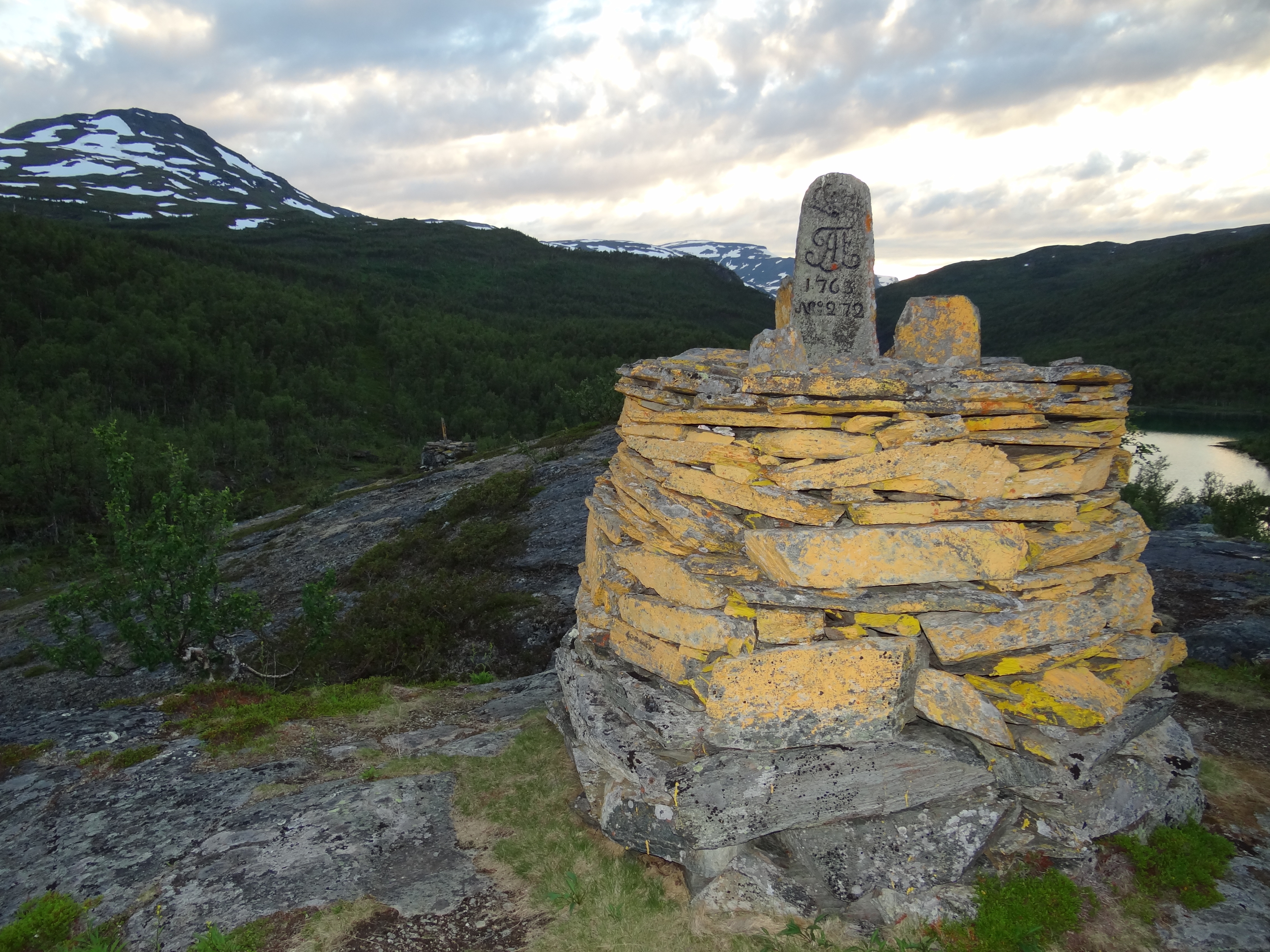
El Riksrøysa/Riksrösen divide Noruega y Suecia.

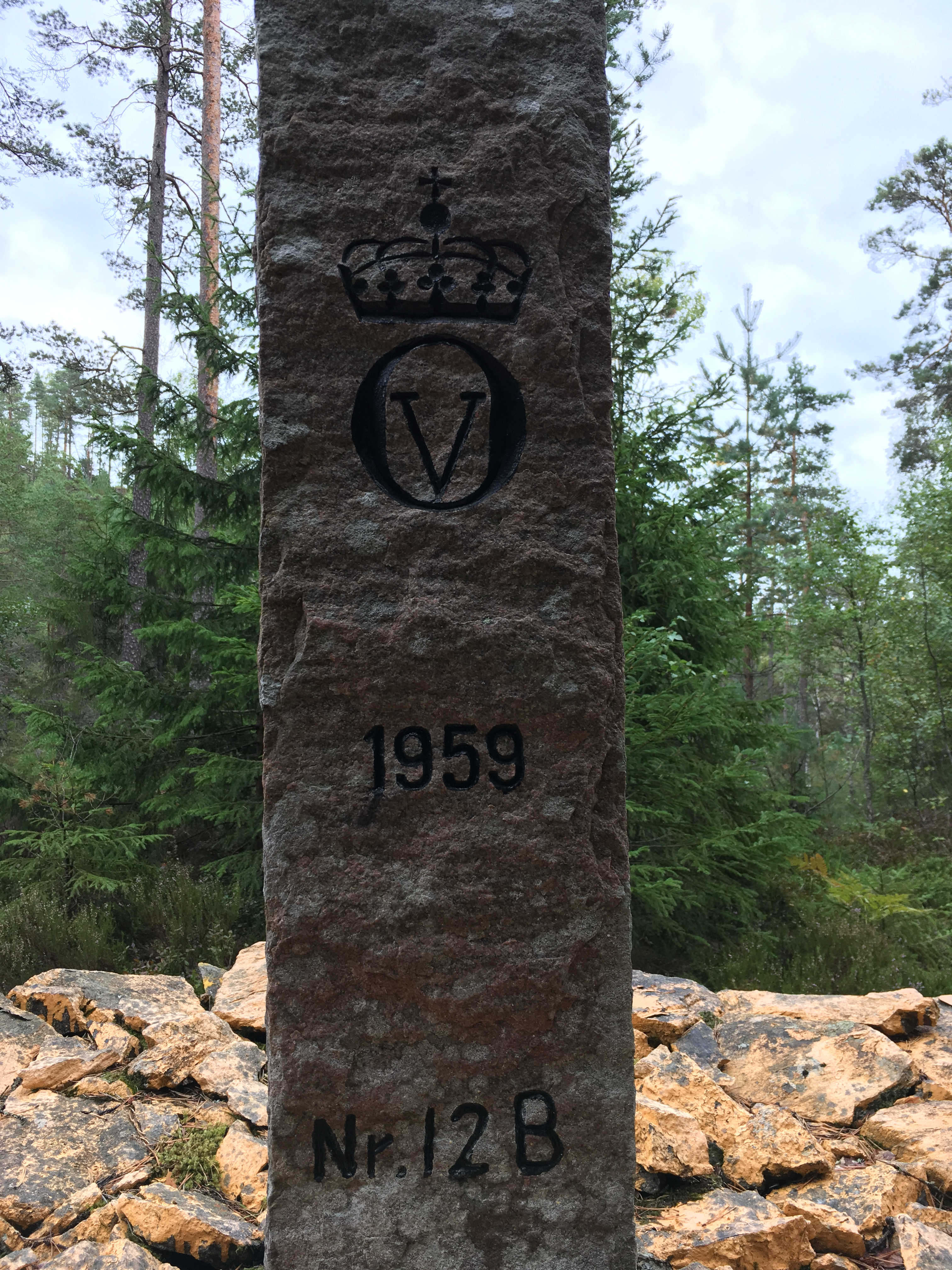
Hito fronterizo entre Suecia y Noruega.

Los mojones de piedra, conocidos como Riksrøysa en noruego y como Riksrösen en sueco, marcan muchas partes de la frontera.

## Intercambio biológico
Se sabe que los animales, notablemente los lobos y los osos pardos, vagan a través de la frontera. Como reflejo del hecho de que la población es compartida, un proyecto de investigación noruego-sueco llamado Skandulv se fundó en el año 2000 y está administrado por el Instituto Noruego de Investigación de la Naturaleza, el Colegio Universitario Hedmark y la Universidad Sueca de Ciencias Agrícolas.